# Riposto
Riposto er en italiensk by (og kommune) i regionen Sicilien i Italien, med omkring 14.007(2023) indbyggere.  